# Louan-Villegruis-Fontaine
Louan-Villegruis-Fontaine là một xã ở tỉnh Seine-et-Marne, thuộc vùng Île-de-France ở miền bắc nước Pháp.

## Dân số
Người dân ở đây được gọi là Louannais.
At the 1999 census, the village had a population of 421.